# Pizza saver

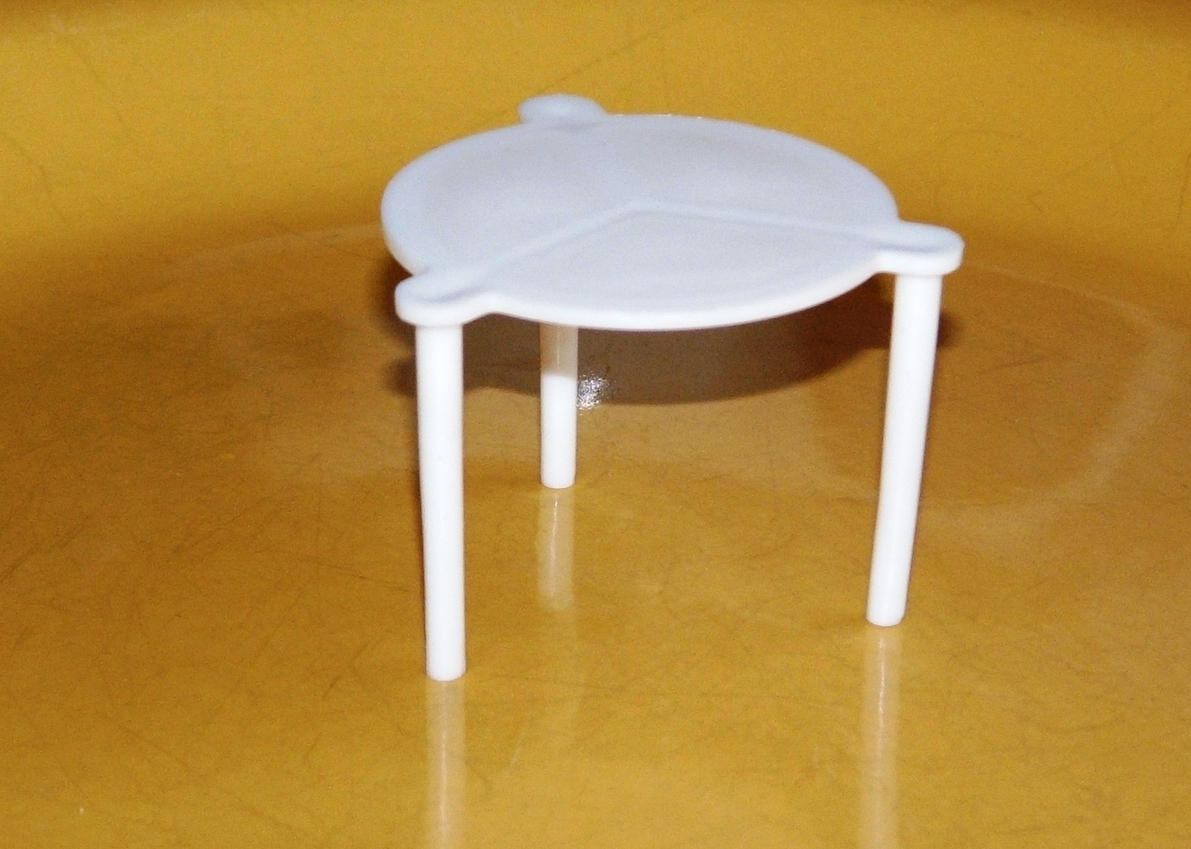
Een pizza saver.

Een pizza saver (letterlijk: pizzaredder) of package saver is een object dat gebruikt wordt om het inzakken van de bovenkant van een pizzadoos en aanraking van de bovenkant van de doos en de pizza tegen te gaan.
Pizza savers worden meestal gemaakt van plastic en hebben de vorm van een tafeltje met drie of soms vier poten.
In de Verenigde Staten had Carmela Vitale in 1985 een patent voor de pizza saver die ze destijds package saver noemde. In Argentinië was er in 1974 een soortgelijk patent aangevraagd door Claudio Daniel Torglia.